# Arroz com crosta
O arroz com crosta é um prato típico do País Valenciano, mais concretamente das comarcas da Marinha (Callosa d'en Sarrià e Pego), Safor, Baixo Segura e Campo de Elche (Baixo Vinalopó). É cozinhado com diversos enchidos, como linguiças ou botifarras, e almôndegas, sendo coberto de ovo durante a sua confecção. Cozinha-se numa caçarola de barro, em forno de lenha, sendo rematado com um artefacto denominado «costrera» («crosteira»), que cobre o arroz quando já está quase preparado de modo a torrar a crosta de ovo.